# Luka (píseň)
Luka (někdy těž My name is Luka, česky Jmenuji se Luka) je název druhé písně písničkářky Suzanne Vega z jejího druhého studiového  alba Solitude Standing z roku 1987. Doprovodné vokály na desce zpívá Shawn Colvinová.

## O písni
Píseň Luka je napsána z pohledu dětské oběti zneužívání. Píseň byla jednou z prvních, zabývající se zneužíváním dětí a domácího násilí.
Je to citově založená říkanka se silným kulturně kultovním podtextem psychedelického rocku ovlivněného drogami.

## Ocenění
Píseň přinesla zpěvačce mnohá ocenění od organizací bojujících proti zneužívání dětí. Získala za ni mimo jiné nominaci na Grammy a cenu MTV za nejlepší videoklip ženské interpretky.
Ve Spojených státech dosáhla píseň na 3. místo v žebříčku Billboard Hot 100. Be Švédsku dosáhla na 2. místo a do první desítky se dostala v Rakousku, Kanadě, na Novém Zélandu a v Jihoafrické republice.